# 中間報告
中間報告（ちゅうかんほうこく）とは、議会の委員会等に付託された審査途中・未了の案件に対し、審査の中間的な経過報告を議会の議場において委員長等に行わせることをさす。ここでは、主に日本の国会における中間報告について説明する。

## 国会における中間報告
日本の国会は委員会中心主義を採用しており、原則として、委員会に案件を付託しその審査を経て、本会議に付するのが原則である（国会法第56条第2項）。
しかし、各議院の議決機関があくまで本会議であることに照らせば、委員会の審査が長引いて緊急の案件がいつまでも本会議に上程されず、議院の採決が行われないことも問題となる。このため各議院は、委員会の審査中の案件について特に必要があるときは、中間報告を求めることができ（国会法第56条の3第1項）、議院が特に緊急を要すると認めたときは、委員会の審査に期限を附けまたは議院の本会議において審議することができる（同条第2項）。また、委員会の審査に期限をつけた場合でも、その期限まで審査が終わらないときも、議院の本会議において審議するものとし、ただし、議院は委員会の要求により、審査期間を延長できるとしている（同条第3項）。
実際の中間報告の活用例は、少数勢力である野党議員が委員長を務める委員会（逆転委員会）に付託中の重要法案等について、野党側がその議案に反対（あるいは議案には反対でないが早期の採決には反対）し、多数を占める与党が「審査は十分尽くされた」として採決を求める場合において、委員長がさらなる審査続行のため採決をしないときに用いられることが多い。このような場合、本会議において、まず中間報告を求める動議を議題とする動議を可決し、次に中間報告を求める動議を可決した後、委員長（委員長が拒否した場合は理事）に中間報告をさせ、議院で審議を進め直ちに採決する動議を可決させて議案を成立させるという手法が用いられる。このような手法は与党の強行採決（禁じ手とも）として野党から批判されることが多い。
ただ、これと異なった類型として1997年4月22日の衆議院における厚生委員長の臓器の移植に関する法律案に関する中間報告の例がある。同法律案については、共産党を除くすべての会派が人の生命観に関することであるとして党議拘束をかけない方針をとったため、厚生委員会という限られた議員によって構成される常任委員会でそれぞれの法律案の採決を行い、明確な採否を決めることへの懸念があり、それよりも直接本会議での議員個々人の採決に任せるほうが好ましいとの判断がなされ、異例な形での中間報告が行われた。このときは、「脳死を人の死と認めて脳死による臓器移植を認める案（現行法のもとになった案）」、「脳死を人の死と認めないが脳死による臓器移植を認める案」及び「脳死による臓器移植をそもそも認めない立場（両案に反対）」が対立していた。4月24日に記名採決が行われ、脳死を人の死と認めて脳死による臓器移植を認める案が衆議院を通過し参議院に送られた。
なお、いくつかの国の議会には、全議員に委員資格を与え本会議場で審査を行う全院委員会（Committee of the Whole）がある。全院委員会の制度はかつての帝国議会も有していた。

## 中間報告後の本会議への審議移行例
2017年6月時点で衆議院で4回、参議院で19回の例がある。
| 本会議採決日             | 議院   | 委員会                             | 委員長          | 対象案件 |
| ------------------------ | ------ | ---------------------------------- | --------------- | --- |
| 1947年(昭和22年)11月25日 | 衆議院 | 鉱工業委員会                       | 早川崇 （理事） | 臨時石炭鉱業管理法案 |
| 1950年(昭和25年)3月29日  | 参議院 | 在外同胞引揚問題に関する特別委員会 | 岡元義人        | 在外同胞引揚問題に関する特別委員会報告書案                                                                                        |
| 1953年(昭和28年)8月4日   | 参議院 | 労働委員会                         | 栗山良夫        | 電気事業及び石炭鉱業における争議行為の方法の規制に関する法律案                                                                    |
| 1954年(昭和29年)6月7日   | 参議院 | 地方行政委員会                     | 堀末治 （理事） | 警察法案 警察法の施行に伴う関係法令の整理に関する法律案                                                                           |
| 1956年(昭和31年)4月20日  | 衆議院 | 文教委員会                         | 佐藤観次郎      | 地方教育行政の組織及び運営に関する法律案 地方教育行政の組織及び運営に関する法律の施行に伴う関係法律の整理に関する法律案           |
| 1956年(昭和31年)12月8日  | 参議院 | 社会労働委員会                     | 千葉信          | 電気事業及び石炭鉱業における争議行為の方法の規制に関する法律附則第二項の規定により 同法を存続させるについて国会の議決を求めるの件 |
| 1958年(昭和33年)4月25日  | 参議院 | 社会労働委員会                     | 阿具根登        | 日本労働協会法案 |
| 1958年(昭和33年)7月3日   | 参議院 | 文教委員会                         | 竹中勝男        | 市町村立学校職員給与負担法改正案                                                                                                  |
| 1959年(昭和34年)4月3日   | 参議院 | 社会労働委員会                     | 久保等          | 最低賃金法案 |
| 1959年(昭和34年)5月1日   | 参議院 | 内閣委員会                         | 永岡光治        | 防衛庁設置法改正案 自衛隊法改正案                                                                                                 |
| 1963年(昭和38年)6月30日  | 参議院 | 社会労働委員会                     | 鈴木強          | 職業安定法改正案 緊急失業対策法改正案                                                                                             |
| 1965年(昭和40年)5月28日  | 参議院 | 大蔵委員会                         | 西田信一        | 農地被買収者等に対する給付金の支給に関する法律案                                                                                  |
| 1967年(昭和42年)8月17日  | 参議院 | 社会労働委員会                     | 山本伊三郎      | 健康保険法 船員保険法の臨時特例に関する法律案                                                                                     |
| 1969年(昭和44年)7月25日  | 参議院 | 社会労働委員会                     | 吉田忠三郎      | 健康保険法改正案 船員保険法の臨時特例に関する法律改正案                                                                           |
| 1975年(昭和50年)7月4日   | 参議院 | 公職選挙法改正に関する特別委員会   | 中西一郎        | 公職選挙法改正案 |
| 1997年(平成9年)4月24日   | 衆議院 | 厚生委員会                         | 町村信孝        | 臓器の移植に関する法律案 |
| 1999年(平成11年)8月12日  | 参議院 | 地方行政・警察委員会               | 小山峰男        | 住民基本台帳法改正案 |
| 2000年(平成12年)2月2日   | 参議院 | 地方行政・警察委員会               | 和田洋子        | 公職選挙法改正案 |
| 2004年(平成16年)6月14日  | 参議院 | 財政金融委員会                     | 円より子        | 金融機能の強化のための特別措置に関する法律案 預金保険法改正案                                                                     |
| 2007年(平成19年)6月30日  | 参議院 | 内閣委員会                         | 藤原正司        | 国家公務員法改正案 |
| 2009年(平成21年)6月9日   | 衆議院 | 厚生労働委員会                     | 田村憲久        | 臓器移植法改正案（4案） |
| 2009年(平成21年)7月10日  | 参議院 | 厚生労働委員会                     | 辻泰弘          | 臓器移植法改正案 子どもに係る脳死及び臓器の移植に関する検討等その他適正な移植医療の確保のための検討及び検証等に関する法律案       |
| 2017年(平成29年)6月15日  | 参議院 | 法務委員会                         | 秋野公造        | 組織犯罪処罰法改正案 |